# カンザス準州
カンザス準州（カンザスじゅんしゅう、英: Territory of Kansas）は、1854年5月30日から1861年1月29日まで存在したアメリカ合衆国の自治的領域、すなわち準州である。カンザスがアメリカ合衆国の34番目の州として昇格することで、準州時代が終わった。準州としての期間は短かったが、当時のアメリカ合衆国は奴隷制度を擁護しようとする南部を中心とした奴隷州と、奴隷制度の廃止を訴える北部を中心とした自由州の相克の時代であり、紛争の焦点となったために流血沙汰を含む混乱の中で過ぎた準州時代であった。
領域はミズーリ川を東の境とし、西はロッキー山脈の頂、南北は北緯37度から40度の間とされた。現在のコロラド州の東半分もカンザス準州に含まれていた。カンザスが州となった後の1861年2月28日にコロラド準州が創られた。

## カンザス・ネブラスカ法
カンザス準州はカンザス・ネブラスカ法によって設立された。この法は1854年5月30日に成立し、ネブラスカ準州とカンザス準州の設立を定めたものであった。この法を作った最大の意図は1820年のミズーリ妥協を実質的に無効化することであり、カンザス準州の住民には、自由州とするか奴隷州とするかを住民投票で決めることが許された。
この法には37の節がある。カンザス準州に関する条項は後半の18節である。その中でも重要な節は以下の通りである。
第19節
準州の境界を定義し、その名前をカンザスとした。また「ここに定義された準州またはその一部が州として昇格する場合、昇格時に有効な憲法の定めるところにより、奴隷州とするか自由州とするかが定められる」としていた。さらに2つ以上の準州に分割される場合と他の州や準州に一部の領土を割譲する場合の基準を定めた。また、すべてのインディアン種族の不可侵の権利は条約によって消滅するまで有効とされた。
第28節
1850年の逃亡奴隷法は準州内でも有効とされた。
第31節
準州州都の位置を当面フォート・レブンワースとし、政府の建物を公共の目的のために使うことを承認した。
第37節
アメリカ合衆国政府によって準州内に住むインディアン種族との間に作られた条約、法律および他の約束事は、この法律の条項に含まれることに拘わらず不可侵のままであるとした。

## 東部の移民

### 奴隷制擁護開拓者
カンザス・ネブラスカ法が成立した数日後、隣接するミズーリ州の何百人もの住人が準州内に入ってきて、土地の区画を選別し、この地域すべてを奴隷制擁護地域とする意図で集会を開いて、志を同じくする仲間の団結を図った。
1854年6月10日には、ミズーリ州の住人がフォート・レブンワースの西3マイル (5 km)の交易基地であるソルトクリーク・バレーで集会を開き、「無断入植者のクレーム協会」が結成された。集まった者達はカンザスを奴隷州にすることに賛成し、ミズーリ州住人の半数が必要ならば、マスケット銃を手にして移民してくるとした。これら移民によれば、奴隷制度廃止論者がカンザス準州に入って来ない方がいいだろうが、自由州になると予測されるネブラスカ準州に到着するまでにミズーリ川までを抑えておくとしていた。北部や東部の自由州から最初の移民が到着する前に、ミズーリ川沿いのあらゆるめぼしい場所は、ミズーリ州西部からの住人によって、優先権法を楯に抑えられた。

### 自由州の住民
カンザス・ネブラスカ法が成立する前の長い議論の間に、北部の者は、カンザス準州を奴隷制度擁護派の手に落ちないようにするために唯一残されている手段は、その領域内に自由の制度を打ち立ててしまうに足る数の自由州の移民で即座に占有し定住することだという意見に落着してきた。カンザス準州を植民地化してしまうという望みは、法案がまだアメリカ合衆国議会で議論されている間に形を取ってきた。この目的のために作られた最大の組織はイーライ・タイアーによって作られたニューイングランド移民援護会社であった。
ニューイングランド、アイオワ州、およびオハイオ州など中西部の自由州からの移民は1854年初めに準州内に雪崩れ込んできた。これらの移民は自由州人と呼ばれた。ミズーリ州住人が境界近くの土地を抑えていたので、自由州人はカンザス準州の奥深く、ローレンス、トピカおよびマンハッタンなどの開拓地まで入らざるを得なかった。
非住民からの浸食にたいして防衛するために「カンザス準州の実在の開拓者協会」が結成された。この協会は1854年8月12日に集会を開き、東部境界地域の奴隷制度擁護無断入植者によって採択されたものとは異なる法の下に、自由州の開拓者を守るための規則採択を目的とした。

## 最初の準州役職者の任命
組織法の規定の下で地方政府の発足を目指し、最初の準州役職者の任命が1854年6月と7月に行われた。フランクリン・ピアース大統領によって指名された役人は、アメリカ合衆国上院でも確認され、その任務に就いた。最初の知事はアンドリュー・ホレイショ・リーダー（ペンシルベニア州イーストン出身）であり、6月29日に指名された。（その後、7月28日の解任書でリーダー知事は外された。その解任は7月31日に公表され、8月16日にリーダーが議会に告知した。）

## 準州議会議員の選挙
1855年3月30日、ミズーリ州からの「ボーダー・ラフィアンズ」が準州の最初の議会議員選挙期間にカンザスに侵入し、奴隷制度擁護派の議員を選ぶように強制した。選挙の日に投票箱をミズーリ州の者が侵したことに関する事実は選挙の翌日にはカンザス準州中に知れ渡った。奴隷制度擁護派の住人はミズーリ州境界の向こうの同盟者と共に、これが公正な勝利と考えた。ミズーリ州の者はカンザスの様々な行政区に多数で押し寄せ、奴隷制度擁護派の議員を選出した。奴隷制度反対派の候補者はマンハッタンの町ができたばかりの後のライリー郡1選挙区のみで勝利した。
議会の最初の会期は、リーダー知事の要請で、現在のフォート・ライリーに近いポーニーで開催された。2階建て石造りの議会用建物は現在でもカンザスの最初の議事堂として残されている。議会は1855年7月2日から6日までの5日間だけであり、奴隷制度擁護派議員がミズーリ州に近い東部での開催案を通したために、次の会期はショーニー・メソジスト伝道所で開催された。

## 血を流すカンザス
1855年にジェイムズ・H・レーンがカンザスでの自由州運動に関わるようになった。レーンはしばしばカンザスの「ジェイホーカー」運動（奴隷制度擁護派を攻撃したゲリラ組織）の指導者と呼ばれる。1855年6月8日の夜、「サンドライ・シティズンズ」の「準州の全体利益に関する事項を考察する目的で」という呼びかけに反応する形で、最初の自由州会議がローレンスで開催された。この席で、「隣接するミズーリ州から特定の者達がこの準州に侵入し、我々住民を欺し退去させ投票箱を支配してこの準州の法に定められた投票者の意見を反映しない議員を押しつけた。それらの者の多くはこの準州の住人ですらなく、ミズーリ州に家を構えている」と述べた。
1854年から1858年にかけて、カンザス準州内やミズーリ州との州境では数々の暴力沙汰が続いた。ニューヨーク・トリビューン紙の編集者ホレース・グリーリーはこれを「血を流すカンザス」(Bleeding Kansas)と名付けた。この中には1856年5月の奴隷制度擁護派によるローレンス襲撃や、同じ月に起こった奴隷制度廃止運動家ジョン・ブラウンによるポタワトミー虐殺などが含まれる。
自由州会議はカンザスを自由準州に、行く行くは自由州にすることを決議した。会議は、ミズーリ州住人によるカンザスの選挙における行動を自由人の選挙権を踏みにじる行為と見なし、国民主権の原則を犯すものとした。会議に集まった者達は違法の議会で成立した法には従わなくてよいと考え、奴隷制度の成立に反対した。会議は準州に関する奴隷制度擁護派の無法な行動に対して、連邦政府の援助を喚起する権利を保留した。
ローレンスの公衆集会所で「批准会議」が開催された。これは、それ以後のカンザスでは自由を誓約する団結した力があり、反対勢力は恐喝することも内部分裂もさせられないということを一般に批准させ決定事項として示す機会であった。
その後も両派がそれぞれに作った憲法による紛争が続いたが、1859年に作られた自由州側の憲法がカンザス準州の方向性を決め、1861年1月29日のカンザス州誕生の時、自由州として合衆国に加入した。